# Iyyanahalli, Chitradurga
Iyyanahalli là một làng thuộc tehsil Chitradurga, huyện Chitradurga, bang Karnataka, Ấn Độ.